# Frustración sexual
La frustración sexual es una sensación de insatisfacción derivada de una discrepancia entre la actividad sexual deseada y la lograda por una persona. Puede ser el resultado de barreras físicas, mentales, emocionales, sociales y religiosas o espirituales. También puede derivar de no estar satisfecho durante las relaciones sexuales, lo que puede deberse a problemas como anorgasmia, anafrodisia, eyaculación precoz, eyaculación retardada, disfunción eréctil, o una incompatibilidad o discrepancia (o sentimiento propio de discrepancia) en la libido. También puede relacionarse con una frustración existencial más amplia.
Los métodos históricos para lidiar con la frustración sexual han incluido el ayuno y la toma de supresores de la libido como anafrodisíacos (suplementos alimenticios) o antiafrodisíacos (complementos medicinales). La frustración sexual puede ser pertinente a pesar de que un individuo sea sexualmente activo, como puede ser el caso, por ejemplo, de las personas hipersexuales sexualmente activas.